# 티무르 체스

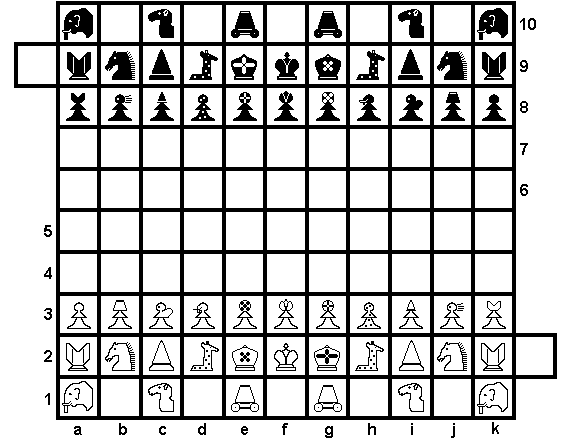
티무르 체스

티무르 체스 또는 타메를란 체스는 티무르왕때 차투랑가를 변형하여 만들어진 체스 게임이다.

## 기물
일반 체스에 있던 퀸은 여기서는 등장하지 않는다.
- 킹 - 모든 방향으로 1칸씩 움직인다.
- 퍼즈 - 대각선으로 1칸 이동한다.
- 와지르 - 전후좌우 1칸 이동
- 기린 - 캐멀의 행마와 유사하나 캐멀보다 한칸 이상 더 앞으로 간다. 여기서 몇칸을 더 갈 수도 있다.
- 피켓 - 비숍과 비슷하나 대각선 1칸 이동할 수 없으며 대각선 1칸에 있는 것을 뛰어 넘기도 한다.(딸 수는 없다.)
- 나이트 - 전후좌우로 한 칸 갔다가 대각선 1칸. 다른 말을 뛰어 넘을 수도 있다
- 룩 - 전후좌우 자유자재로 움직이나 다른 말을 뛰어넘을 수는 없다.
- 코끼리 - 대각선으로 2칸 이동한다.
- 캐멀 - 전후좌우 2칸 갔다가 대각선으로 1칸. 다른 말을 뛰어넘을 수는 있지만 컬러바운드가 되어있기 때문에 대체로 나이트보다는 약하다.
- 다바바 - 전후좌우 2칸 떨어진 곳으로 간다.
- 폰 - 보통의 폰처럼 움직이나 2칸 전진이나 앙파상이 없고 승격할 말도 미리 정해져 있다. 이들 중 킹이 될 것도 있다.